# Stratégie nationale pour la biodiversité (France)
La stratégie nationale pour la biodiversité est une des principales déclinaisons de la stratégie nationale de développement durable (SNDD), qui doit répondre à des enjeux locaux comme aux orientations de la Convention pour la diversité biologique (ratifiée par la France en 1994). La France a en effet dans le monde une responsabilité environnementale de premier plan en raison d'une situation unique ; elle doit gérer durablement un environnement marin particulièrement étendu (elle dispose de territoires dans tous les océans) et un patrimoine naturel terrestre particulièrement riche. Ainsi l'outre-mer en Guyane, en Nouvelle-Calédonie et d'autres territoires où habitent des espèces endémiques, souvent en régression ou menacées, comme les récifs coralliens.
En 2004, la France a publié sa première stratégie nationale pour la biodiversité (SNB) en tant que telle, définie avec des plans sectoriels devant s'achever en 2008, suivis d'une seconde programmation 2009-2010 de plans d'action. En 2011, cette stratégie a été révisée, en reconnaissant le constat d'échec de la précédente (comme ailleurs dans le monde) et en visant notamment à intégrer certains apports du Grenelle de l'Environnement et de la loi Grenelle I qui prévoit que « la SNDD et la SNB sont élaborées par l'État en cohérence avec la stratégie européenne de développement durable et en concertation avec les représentants des élus nationaux et locaux, des employeurs, des salariés et de la société civile […] ». Des appels à projets thématiques ont été lancés sur les thèmes suivants : « A- Rétablissement des continuités écologiques des infrastructures de transport existantes, B- Restauration de milieux remarquables ou sensibles, C- Lutte contre les espèces exotiques envahissantes terrestres et marines dans les départements et collectivités d'outre-mer, D- Conservation et utilisation durable d’espèces végétales indigènes pour développer des filières locales, E- Projets innovants dans le domaine de l’ingénierie écologique, F- Infrastructures agroécologiques, G- Trames vertes et bleues urbaines » (les deux derniers étant ouverts jusqu'au 10 janvier 2012).

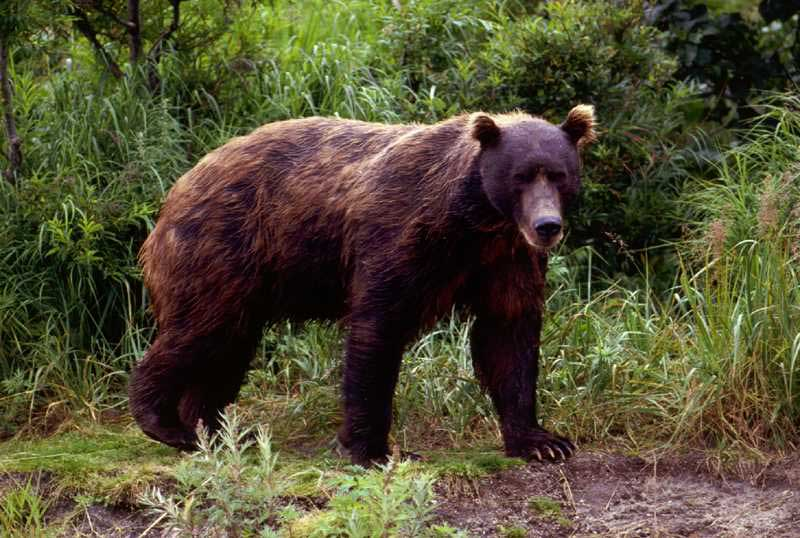
En France, malgré la définition des textes de politique publique, la réintroduction de l'ours dans les Pyrénées à partir de spécimens d'ours brun de souche slovène se heurte à l'opposition des éleveurs des vallées, relayée par une partie visible de l'opinion publique locale.

## Histoire
La stratégie nationale a émergé notamment à la suite de la signature de la Convention sur la diversité biologique signée en 1992 au sommet de la terre de Rio, ratifiée par la France en 1994, facteur de mise en cohérence mondiale des actions en faveur de la biodiversité (Plus de 1 000 textes régionaux et internationaux concernent la protection de la diversité biologique, mieux coordonnés et mis en cohérence par la Convention. La stratégie européenne et le réseau écologique paneuropéen se déclinent ou doivent également être déclinés en France), ainsi que la convention d'Aarhus qui impose l'accès à toute l'information environnementale disponible de la part de toutes les collectivités et États-membres de l'Union européenne. 
Elle est ainsi passée d'une simple application de la loi de juillet 1976 sur la protection de la nature, visant à protéger des espaces, des espèces et des ressources à l'ambition plus écosystémique de restaurer un bon état écologique (démarche européenne, notamment vulgarisée et imposée par la Directive cadre sur l'eau) et à « stopper la perte de biodiversité sauvage et domestique, restaurer et maintenir ses capacités d’évolution », objectif fixé à horizon 2010 (année mondiale de la biodiversité), qui n'a pas été atteint. 
SNB 2004 : cette stratégie nationale pour la biodiversité a  tenté de mieux répondre aux enjeux de restauration, conservation et protection de la biodiversité en France métropolitaine et d'Outre-mer et de répondre aux engagements internationaux (Convention sur la diversité biologique signée à Rio en juin 1992 notamment). Elle contenait 4 orientations et 10 plans d'action sectoriels (patrimoine naturel, agriculture, international, urbanisme, infrastructures de transports terrestres, mer, forêt, outre-mer, recherche, tourisme.)
SNB 2011-2020 : En 2010-2011, à la suite d'un constat d'échec (effectif dans la plupart des pays), et dans la dynamique du Grenelle de l'environnement de 2007 et de l'année internationale de la biodiversité (2010), la stratégie a été mise à jour, en cherchant notamment à intégrer les « objectifs d'Aichi » (le Plan stratégique de la CDB, adoptés au Sommet de Nagoya (ONU, oct 2009)) et l'objectif défini en mai 2010 par l'Union européenne. 
Un Comité de révision a réuni des ateliers et groupes de travail (ex : 40 groupes de travail à Chamonix en 2010), des experts et consulté de nombreux acteurs. Puis une consultation publique en ligne, portant « sur les futures priorités de cette Stratégie nationale pour la biodiversité » et destinée à « proposer des actions concrètes ». Les répondants ont proposé 13 824 propositions d'action, et ils sont majoritairement classés comme première priorité, parmi 20 objectifs proposés, les objectifs 6 (« Préserver et restaurer les écosystèmes et leur fonctionnement ») et 11 (« Maîtriser les pressions sur la biodiversité »). La nouvelle SNB (une quarantaine de pages, 60 Annexes comprises) concerne la période 2011-2020 (avec mises à jour périodiques). 
Elle a été présentée le jeudi 19 mai par Nathalie Kosciusko-Morizet qui a rappelé que d’après les évaluations économiques, à ce rythme le coût de l’érosion de la biodiversité atteindrait l’équivalent de 7 % du PIB mondial avant 2050.  « Il ne s'agit pas de préserver l'existant, qui n'est absolument pas satisfaisant, mais de restaurer des continuités écologiques et des milieux naturels », a insisté la ministre.
L’État a publié (en mai 2011) ses engagements pour 2011-2013, et a invité les collectivités et toutes les personnes morales le souhaitant à adhérer à la SNB.

## SNB de 2004

### Onze plans d’actions sectoriels
- 7 premiers plans sectoriels, décidés en novembre 2005 : agriculture, infrastructures de transports (routes, canaux, voies ferrées…), international, mer, patrimoine naturel, territoires et urbanisme ;
- 3 autres plans, validés en septembre 2006 : Forêts, Outremer et Recherche ;
- 1 plan supplémentaire, validé en avril 2009, concernant le tourisme.

Ces plans devaient être révisés à mi-parcours, en 2008.
En 2008 et début 2009, ces plans ont pu ou auraient dû intégrer les engagements issus du Grenelle Environnement. Ce lieu d'élaboration de propositions a retenu la restauration d'une trame verte et bleue française parmi ses premières priorités, avec aussi l'apparition de mesures nouvelles en France contre la pollution lumineuse. En 2009 toujours, ces plans pourraient affiner les approches portant sur la biodiversité marine en intégrant certaines propositions du Grenelle de la mer (2009).
Des plans de restauration et réintroductions sont prévus avec un travail commun du Muséum national d'histoire naturelle, du CNRS, de la FRB et de l'IRD qui se sont réunis autour d'une plate forme internet sur la biodiversité.

### Évaluations, résultats
En 2009, selon l'analyse annuelle de la stratégie nationale pour la biodiversité (SNB, adoptée en 2004, déclinée en 11 plans sectoriels) par le comité français, de l’UICN, les 11 plans d’action progressent, ainsi que les notions de corridors biologiques, et de réseaux d’aires protégées, grâce notamment aux propositions du Grenelle de l'Environnement (dont plans de restauration et de réintroduction). L'UICN note positivement l’intégration d’une dimension « biodiversité » dans le plan de mobilisation du bois, mais estime, pour ce qui du bilan global, que les actions concrètes de restauration, préservation et gestion, n'avancent que trop lentement sur le terrain ; les « indicateurs » restent au rouge et l'appropriation des enjeux de biodiversité dans les politiques n'est pas encore à la hauteur. L'UICN estime que les actions engagées ne suffiront pas à tenir l’objectif 2010 pour la biodiversité.
Les objectifs européens pour Natura 2000, en matière de protection des habitats, ne sont pas non plus atteints. L'évaluation 2001-2006 a montré qu'un faible nombre d'habitats et d'espèces d'intérêt communautaire sont dans un état de conservation favorable. Ce sont les «formations herbeuses», «zones humides» et «côtiers» qui se sont le plus dégradés, y compris en France et malgré les progrès du SINP, la France ne sera pas en mesure en 2013 de présenter un bilan complet de l'état de ses habitats, en particulier pour les milieux marins. 
L'UICN, qui est dépositaire de plusieurs conventions internationales (Convention de Ramsar relatives aux zones humides et la Convention sur le commerce international des espèces de faune et de flore sauvages menacées d'extinction ou CITES), et qui a avec le Programme des Nations Unies pour l'environnement, contribué à plusieurs textes fondateurs,,, accompagne la France dans l'évaluation et construction de sa stratégie.

### Projet d'Agence nationale de la biodiversité
En 2010, l'administration a produit une analyse de la stratégie nationale (bilan et perspectives, évolutions possibles de la stratégie nationale (SNB) élaborée en 2004 et de sa gouvernance, et recommandations sur la cohérence du dispositif global, dans la perspective de sa révision en 2011) .
En juillet 2010, l'Inspection générale des finances et le CGEDD, à la demande du ministre chargé de l'environnement, ont produit un rapport commun sur l'organisation des acteurs et des structures chargées des politiques de préservation de la biodiversité, qui propose notamment une Agence nationale de la nature. Ce rapport devait étudier l'opportunité de créer un établissement public des espaces naturels protégés, qui pourrait être intitulé « Agence de la Nature », pour « favoriser l’atteinte des objectifs politiques de protection de la  biodiversité sur lesquels la France s’est engagée, de donner un cadre cohérent aux politiques de protection conduites par les différents acteurs sur tout le territoire et d’améliorer les synergies entre ces acteurs ». Cette demande faisait suite à un des constats du Grenelle de l'environnement qui était qu'aucun dispositif n'a été mis en place par l'État pour coordonner les actions des organismes chargés de l'inventaire, du monitoring, de la cartographie, de la gestion, la restauration ou la protection de la biodiversité, avec celles des autres acteurs : collectivités territoriales, associations, responsables économiques... Le rapport conclut que l'organisation actuelle (en 2010) « ne permet pas d'agir avec efficacité et, notamment en raison de son éclatement, est de nature à mettre en cause la capacité de la France à respecter ses engagements, y compris la mise en œuvre complète et efficace du réseau Natura 2000 et la constitution de la trame verte et bleue maintenant engagée ». Le rapport recommande la création d'une agence unique qui « assurerait par ailleurs des fonctions opérationnelles en matière de gestion de la connaissance, de mutualisation de l'expertise et de certaines fonctions support, et d'organisation de l'évaluation », constituée « à partir des organismes existant aujourd'hui dans ce secteur d'activité ». Le rapport suggère aussi de redéfinir - nationalement et régionalement - le dispositif de préparation concertée des décisions relatives à la biodiversité, avec un comité national et un comité unique par région, inspiré du "Grenelle à cinq" (associant l'État, les collectivités et parties prenantes), au lieu des instances multiples consultatives actuelles, qui prépareraient « par leurs avis (voire leurs avis conformes) les décisions impliquant des responsabilités conjointes de l'État et des collectivités territoriales en matière de préservation de la biodiversité. La trame verte et bleue comme le réseau Natura 2000 font en effet largement appel à des dispositifs de décision partagée ».
Depuis 2006, l'UICN France appelle une telle agence et un système de gouvernance de la biodiversité de ses vœux, notamment dans une déclaration de juin 2011 faite lors du Congrès français de la nature, de même que la fondation Terra nova
Fin 2012, la préfiguration de cette Agence a été confiée à un binôme composé d'un haut fonctionnaire et d'un scientifique, qui sont respectivement Jean-Marc Michel (ingénieur général des ponts, des eaux et des forêts, directeur général de l'aménagement et du logement, et de la nature) et Bernard Chevassus-au-Louis (Agrégé de sciences naturelles, Docteur en sciences, Inspecteur général, membre du Conseil général de l'agriculture, de l'alimentation et des espaces ruraux et notamment animateur de deux programmes de l’Agence nationale de la recherche ; sur les « Impacts des OGM » et sur « Agriculture et développement durable »), en vue d'une création en 2013 par la Loi cadre sur la biodiversité, avec des missions « d’acquisition et de mise à disposition de connaissances, d'expertise et de conseil de financement de projet, de maîtrise d’ouvrage, d’action foncière et de gestion courante d’espaces naturels ou de police de l’environnement ».
En février 2013, un rapport de préfiguration est rendu par la mission qui propose que l'agence ait un statut de GIP pour officialiser l'implication des acteurs et l'inscrire avec une certaine stabilité dans le temps long (« le statut du GIP peut conditionner le retrait d’un membre à l’avis des autres membres) » sans faire nécessairement « jouer d’emblée à l’Agence un rôle différent de celui des autres opérateurs », sans exclure de possibles conventions bilatérales (ou de filiales communes) pour gérer des opérations spécifiques. Sa gouvernance pourrait s'inspirer des propositions (2012) du rapport du Préfet Dominique Schmitt sur la gouvernance globale de la biodiversité, avec un « Comité national de la biodiversité » d'acteurs publics et privés, à distinguer clairement du Conseil d’administration de l’Agence. La composition du CNPN serait modifié pour n’y retenir que des experts à titre individuel, « la fonction de représentation d’institutions étant assurée par le Comité national de la biodiversité » et le CNPN pourrait être fusionné au CSPNB (Conseil scientifique du patrimoine naturel et de la biodiversité) a été proposé pour créer un unique « Conseil scientifique et technique de la biodiversité ». Le projet d'Agence a été présenté le 20 février 2013 par ses deux préfigurateurs aux députés. Les préfigurateurs proposent qu'elle soit financée à la manière du fonds français pour l'environnement mondial, un fonds d'intervention capitalisé pour quatre ou cinq ans, puis réabondé au fur et à mesure de la consommation de ses crédits dans le cadre de ses missions.  

### Suites et mise à jour
En 2007, le Grenelle de l'environnement a mis la trame verte et bleue nationale parmi les premières priorités, avec l'apparition de mesures contre la pollution lumineuse. Des plans de restauration et réintroductions (environ 130) ont été relancés, et le CNRS - la FRB créée le 5 mars 2008 en associant CNRS, IRD, INRA, CIRAD, IFREMER, CEMAGREF, BRGM et MNHN - en fusionnant le GIS IFB et le GIS BRG autour d'une plate-forme internet sur la biodiversité. Un « plan d’action recherche », dans le cadre de la SNB, a été défini pour 2006-2008, et mis à jour pour 2008-2010. L’ANR (Agence Nationale de la Recherche) a été invitée à s'ouvrir plus largement aux questions de biodiversité sauvage et domestique (programmes Biodiversité, ADD), avec le GIS BRG qui produit aussi des appels à projets. Des nouveaux thèmes de recherche pourraient être développés autour de thèmes tels que la biodiversité des sols, des forêts ou des milieux marins et côtiers. 
La France contribuera au projet de plateforme d’expertise internationale IPBES et continue à s'inscrire dans le contexte international, avec notamment des appels à projets du MEEDDAT, de l’ANR et de l’ERA Net BiodivERsa. 
En 2009 et 2010, les lois Grenelle I et Grenelle II ont intégré de nombreuses dispositions concernant la biodiversité, essentiellement via la mise en place d'une Trame verte et bleue nationale.
Avant fin 2010, un décret doit définir une « instance de gouvernance et de pilotage de la biodiversité », devant « contribuer à définir les objectifs à atteindre dans ce domaine et les programmes d’actions »
La France doit mettre à jour sa stratégie pour la biodiversité en 2011, en tenant compte de quatre évènements importants ou majeurs en 2010 :
- Session « Biodiversité » de l'Assemblée générale de l'ONU, le 22 septembre 2010
- Xe conférence des parties de la convention sur la diversité biologique (CDB), en octobre 2010 à Nagoya, qui doit valider les objectifs mondiaux post-2010 (ce sera en quelque sorte l'équivalent de l'Après-Kyoto pour le Climat).
- mise à jour des objectifs européens : à la Suite du «message d'Athènes»[31], l'UE a engagé en parallèle une réflexion sur sa stratégie, avec de premières orientations pour l'après-2010 publiées le 21 janvier 2010[32],[33]. Elle reconnaît que « En dépit des efforts consentis jusqu'ici, il apparaît d’ores et déjà clairement que l’UE n'atteindra pas son objectif »[34].
- Conférence française pour la biodiversité, qui a réuni environ 400 personnes à Chamonix, en mai 2010 qui a reconnu des résultats mitigés pour la stratégie existante et un manque d'appropriation par l’ensemble des acteurs (publics et privés), et a produit sous forme d'arbres heuristiques de nouvelles propositions, avec la contribution d'un éthicien (Jean-Claude Ameisen, du  Comité consultatif national d'éthique pour aider les contributeurs à prendre du recul et élargir leur réflexion) ; Les résultats ont été synthétisés début 2011 en 4 thèmes :

1. Exploiter durablement les ressources naturelles renouvelables[35] ;
2. Mieux agir contre les espèces exotiques envahissantes[36] ;
3. Œuvrer pour la diversité et la qualité des habitats[37] ;
4. Réduire les pollutions et les impacts sur la biodiversité[38] ;

- Une consultation citoyenne est organisée par l'État du 22 mars au 15 avril 2011, sur les futures priorités de la Stratégie nationale 2011-2020 et pour proposer des actions concrètes[39].
- Après le 22 mai 2011, une consultation du public sera effectuée sur le texte complet de la SNB[39].

## SNB 2010-2020
Publiée en mai 2011, elle rappelle que la France est responsable d'un patrimoine naturel, pour partie inconnu (outre-mer, dont Guyane, diversité génétique...) mais exceptionnel, utile et nécessaire pour l'humanité ; avec 43 services écosystémiques identifiés. Elle repose sur trois constats :
- en tant qu'« enjeu de société crucial », elle doit favoriser « la mobilisation et l’engagement de tous les acteurs ; ceci nécessite

d’engager dans la durée de considérables efforts d’information et d’éducation, afin que chacun saisisse pourquoi il est important que, là où il vit, la nature soit aussi diverse que possible » ;
- l'échelle des territoires peut et doit « intégrer la biodiversité dans toutes les activités », ce qui aura des retombées locales « positives et rapides à cette même échelle », notamment en outre-mer [1] ;
- chaque niveaux de gouvernance (du mondial au local) et pertinent via ses politiques publiques (dont fiscalité) pour agir et orienter ses aménagements afin qu'ils « soient réellement favorables à la biodiversité. La SNB est conçue dans un esprit de collaboration et de solidarité internationales »[1].

Pour cela, la connaissance, la recherche (y compris participative) et l'innovation doit être fortement renforcé, en veillant à une certaine réversibilité et adaptabilité. Les aménagements doivent intégrer la biodiversité en amont ; ce n'est pas un « coût supplémentaire mais un investissement » et  une « « recapitalisation écologique » ». Ceci implique de réduire les « impacts directs et indirects sur la biodiversité », « une utilisation durable des ressources vivantes et la répartition équitable des bénéfices que celles-ci procurent ».

### Objectifs
Comme la stratégie précédente, il s'agit de « Préserver, restaurer, renforcer et valoriser la biodiversité », pour « maintenir, à long terme, le fonctionnement des écosystèmes et leurs capacités d’adaptation et d’évolution », pour en faire « un usage durable et équitable », mais - plus clairement qu'en 2004 - la stratégie vise « à être mise en œuvre non seulement par l’état mais aussi par les collectivités locales et les différents acteurs de la société civile » et promeut « un esprit de solidarité écologique, locale et globale, d’équité et un esprit de solidarité envers les générations présentes et futures ». Elle s'inscrit dans un « processus collaboratif » et citoyen, et dans un « projet de société » visant à modifier « notre rapport à la nature », pour un « mieux-être des générations présentes et futures ». Dans l'espace, elle s'inscrit dans le cadre européen, mais aussi « international, là où la France peut contribuer à cette ambition, dans un esprit de solidarité planétaire ». 
Un objectif d'amélioration continue et le principe d'« une adhésion et une déclaration d’engagement volontaire » sont affirmés.
Un délai de 18 mois est proposé aux signataires pour « concrétiser leur adhésion par une déclaration d’engagement volontaire à la SNB » et un « projet d’actions » allant « au-delà du simple respect de la réglementation » et conduisant « nécessairement à un impact positif et substantiel en faveur de la biodiversité ». L'engagement déposé auprès du Comité national de suivi de la SNB (ou d'un comité de suivi régional) doit être « impliquant, significatif et additionnel, mesurable et révisable ». Un « Guide pour l'action » aider à formaliser et concrétiser les engagements Voir p. 48 (annexes de la SNB). Tous les trois ans, un comité ad hoc examinera la demande de renouvellement (pour 3 ans) de la reconnaissance de l'engagement volontaire au regard du bilan du projet d’actions et de propositions nouvelles ou des réponses aux appels à projet (annuels) du ministère du Développement durable.
Les porteurs des projets d'actions pourront utiliser le visuel SNB sur les documents répondant à leur projet d’actions le temps de la durée de reconnaissance de leur engagement à appliquer la SNB.

### Orientations et objectifs
Six grandes orientations déclinées en 20 objectifs sont listés dans la SNB 2011-2020;
| Orientation stratégique A - | Susciter l’envie d’agir pour la biodiversité (p. 16-19)      |
| --------------------------- | ------------------------------------------------------------ |
| Objectif 1                  | Faire émerger, enrichir et partager une culture de la nature |
| Objectif 2                  | Renforcer la mobilisation et les initiatives citoyennes      |
| Objectif 3                  | Faire de la biodiversité un enjeu positif pour les décideurs |

| Orientation stratégique B - | Préserver le vivant et sa capacité à évoluer (p. 20-24)                                 |
| --------------------------- | --------------------------------------------------------------------------------------- |
| Objectif 4                  | Préserver les espèces et leur diversité                                                 |
| Objectif 5                  | Construire une infrastructure écologique incluant un réseau cohérent d’espaces protégés |
| Objectif 6                  | Préserver et restaurer les écosystèmes et leur fonctionnement                           |

| Orientation stratégique C - | Investir dans un bien commun, le capital écologique (p. 24-27)                               |
| --------------------------- | -------------------------------------------------------------------------------------------- |
| Objectif 7                  | Inclure la préservation de la biodiversité dans la décision économique                       |
| Objectif 8                  | Développer les innovations pour et par la biodiversité                                       |
| Objectif 9                  | Développer et pérenniser les moyens financiers et humains en faveur de la biodiversité       |
| Objectif 10                 | Faire de la biodiversité un moteur de développement et de coopération régionale en outre-mer |

| Orientation stratégique D - | Assurer un usage durable et équitable de la biodiversité (p. 28-31)                                       |
| --------------------------- | --- |
| Objectif 11                 | Maîtriser les pressions sur la biodiversité                                                               |
| Objectif 12                 | Garantir la durabilité de l’utilisation des ressources biologiques                                        |
| Objectif 13                 | Partager de façon équitable les avantages issus de l’utilisation de la biodiversité à toutes les échelles |

| Orientation stratégique E - | Assurer la cohérence des politiques et l’efficacité de l’action (p. 32-35)                                   |
| --------------------------- | --- |
| Objectif 14                 | Garantir la cohérence entre politiques publiques, aux différentes échelles                                   |
| Objectif 15                 | Assurer l’efficacité écologique des politiques et des projets publics et privés                              |
| Objectif 16                 | Développer la solidarité nationale et internationale entre les territoires                                   |
| Objectif 17                 | Renforcer la diplomatie environnementale et la gouvernance internationale dans le domaine de la biodiversité |

| Orientation stratégique F - | Développer, partager et valoriser les connaissances                                                                                |
| --------------------------- | --- |
| Objectif 18                 | Développer la recherche, organiser et pérenniser la production, l’analyse, le partage et la diffusion des connaissances (p. 36-39) |
| Objectif 19                 | Améliorer l’expertise afin de renforcer la capacité à anticiper et à agir, en s’appuyant sur toutes les connaissances              |
| Objectif 20                 | Développer et organiser la prise en compte des enjeux de biodiversité dans toutes les formations                                   |

### Gouvernance, mise en œuvre

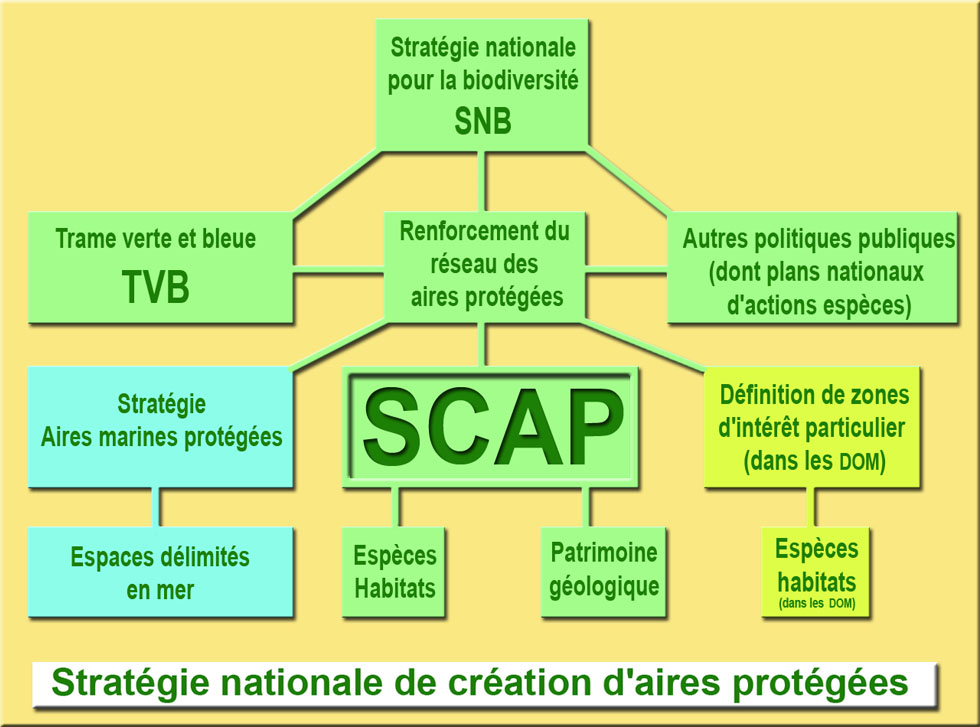
Un des moyens de cohérence et d'amélioration est la SCAP (Stratégie nationale de création d'aires protégées)

La gouvernance annoncée est  grenellienne, c'est-à-dire partagée entre « État, collectivités territoriales, employeurs, syndicats de salariés et associations de protection de la nature », et portée par des instances décisionnelles et consultatives locales et nationales. 
Elle doit organiser « l’expression des différents intérêts des parties prenantes » et coordonner les étapes et niveaux de décision (international, européen, national, local), le plus en amont possible. La SNB encourage la consultation et participation du public et un large accès à l'information (Cf. Convention d'Aarhus, Directive Inspire...). Elle doit veiller à la transversalité et cohérence des actions, ainsi qu'à leur lisibilité.

#### « Les engagements de l’État »
Le 19 mai 2011, l'État a publié ses engagements pour la SNB. Ils portent sur six thèmes :
1. Restaurer des milieux naturels et des continuités écologiques ; Ceci se fera via des appels à projets sur la restauration de continuités écologiques coupées par des infrastructures de transport existantes (ce qui permet de traiter des infrastructures construites avant l'obligation des études d'impacts et mesures compensatoires) ; la restauration de « sites dégradés, remarquables ou fragiles » (Natura 2000, milieux humides et aquatiques et, en outre-mer, habitats d'espèces protégées ; Un renforcement des « infrastructures agroécologiques » est prévu ainsi que des « trames vertes et bleues urbaines » et la valorisation de friches industrielles et portuaires (en lien avec le plan d’actions « Restaurer et valoriser la nature en ville »[43]) ; lutte contre les espèces invasives (terrestres et marines) en outre-mer ;
2. Intégrer la biodiversité dans des politiques sectorielles ; Un appel à projets en 2011 concernera l'expérimentation de'Unités d'exploitation et de gestion concertées des pêcheries (UEGC) et les contrats bleus ;  Avant fin 2011, un projet de loi portera sur des réserves halieutiques en promouvant le respect de la biodiversité en haute mer, dans le cadre de la Convention des Nations unies sur le droit de la mer ;  Une écoconditionnalité des aides publiques encouragera les sports (équipements & manifestations) à mieux prendre en compte la biodiversité. Le ministère de la Défense devra signer un contrat Natura 2000 sur ses sites naturels éligibles. Les chartes de territoire intégrant la biodiversité seront encouragées, avec avant début 2012 un « indice de la biodiversité potentielle forestière » à généraliser ; L'étiquetage environnemental (produits et labels favorables à la biodiversité) et la certification environnementale (des exploitations agricoles de niveau 3 de Haute Valeur Environnementale seront soutenus par l'État. Un inventaire des « points noirs » portera sur la fragmentation écologique par les autoroutes (avec des ONG et concessionnaires) pour un plan de restauration de ces continuités à produire avant mi-2012 ; L'art comme vecteur de sensibilisation à l'écologie sera soutenu dont par une première biennale européenne « arts, ruralités et écologie » ;
3. Mieux connaitre la biodiversité et innover ; L'État créera un « observatoire de la biodiversité agricole » et un « recueil de données écologiques en forêt » ; Il aidera les Atlas de la biodiversité dans les communes à s'étendre (de 200 à 400 communes en 2011/2012) pour couvrir la France avant 2025. En 2011, une cartographie nationale des habitats sera lancée (1/25 000°) et la cartographie nationale des enjeux de biodiversité remarquable (faune, flore et habitats) ; Le SINP sera renforcé et réfléchit à l'intégration des données sur la biodiversité récoltées par les études d'impact de projets publics ou privés.

La recherche sur la biodiversité sera soutenue par toutes les « agences et établissements de recherche concernés, en particulier la Fondation pour la recherche sur la biodiversité », de même de grandes outils tels les écotrons et écoscopes seront soutenus.
Des « observatoires socio-écosystémiques » sont également prévus.  La recherche sur la « restauration des continuités écologiques »  et sur la « restauration des friches urbaines » sera soutenue, ainsi que sur la biodiversité d'outre-mer (Appels à projets spécifiques) ; Des données pédagogiques scientifiquement validées seront mises à disposition des enseignants. Les lycées forestiers seront mobilisés pour conduire des actions de sensibilisation dans les écoles ; Les lycées et écoles agricoles innoveront autour de la biodiversité.
L’État s'engage aussi à « favoriser le développement d’une filière génie écologique performante » (économie verte), via un appel à projet « innovation en matière de génie écologique » et une structuration interprofessionnelle des domaines du génie écologique et du Génie végétal, avec projet d'aide à la rédaction de cahiers des charges de travaux de génie écologique. Un appel à projets porter sur des expérimentations de filières locales basées sur la conservation et utilisation durable de la flore indigène pour répondre aux besoins des aménageurs qui font de la restauration écologique de milieux.
L'État veut aussi valoriser économiquement, mais de manière durable la biodiversité d'outre-mer en promouvant la connaissance des usages traditionnels de la flore locale, en soutenant des grappes d’entreprise (à créer le cas échéant) dans le domaine de la biodiversité, ainsi qu'en créant avant fin 2011 un passeport « tourisme et biodiversité en outremer» et en élaborant avant mi-2012, un projet de cadre juridique pour l'accès aux ressources génétiques et « le partage des avantages découlant de leur utilisation dans la perspective de la ratification par la France du Protocole de Nagoya »;
1. User des sols et agir sur le foncière en tenant compte de la biodiversité ; Des servitudes (DUP ou dispositifs contractuels de type servitude environnementale) pourraient localement préserver une certaine naturalité et les collectivités pourront inscrire dans les PLU un espace de continuités écologiques (demandé en 2010 par FNE[44]).
2. Verdir les redevances, la fiscalité et financer la protection de la biodiversité  ; L'État doit homogénéiser ou verdir le « 1 % paysage et développement » et certaines taxes (francisation des navires de plaisance (Cf. Grenelle de la mer), redevances d'occupation du domaine public maritime naturel, et rendre la fiscalité du patrimoine naturel plus favorable aux comportements vertueux, avec l'Inspection générale des finances et le Conseil général de l'environnement et du développement durable ;  En 2012, un département « biodiversité » devrait encourager le mécénat environnemental dans la fondation du patrimoine.
3. Gouvernance, suivi et moyens de mise en œuvre ;  Un groupe de travail consacré à la stratégie nationale, une plate-forme spéciale IFREBIOM ; Initiative française pour la conservation et la gestion de la biodiversité outre-mer (début 2012), des moyens renforcés et un centre de ressources doivent aider à établir la TVB via les schémas régionaux de cohérence écologique, et avant 2013, la gouvernance nationale de la biodiversité doit être plus lisible et simple, peut-être avec une Agence de la nature ; Les observatoires de l'environnement, dont l'observatoire national de la biodiversité doivent être renforcés et les bonnes pratiques mutualisées (pour les domaines agricoles, forestiers, sports et biodiversité notamment) ; L’État s'engage à mieux informer et sensibiliser les décideurs et citoyens, sur les services écosystémiques et la biodiversité ; La SNB recommande une mise en œuvre locale et une gouvernance partagée notamment via les « comités Grenelle » ou les « comités régionaux Trame verte et bleue »[45].

### Suivi et d’évaluation
La SNB (version mai 2011) prévoit :
- un Comité national de suivi de la SNB est institué, compétent pour les questions de « concertation, de pilotage et de décision » et pour vérifier la mise en œuvre de la stratégie européenne pour la biodiversité (mise à jour en mai 2011) et des trois accords de Nagoya (Plan stratégique de la CDB et ses 20 objectifs d’Aichi) ; protocole APA d’accès aux ressources génétiques et de partage des avantages ; stratégie de mobilisation des ressources)[1] ;
- Un tableau de bord annuel lui permettra de suivre des indicateurs de mise en œuvre, pilotage et animation[1] ;
- « Une évaluation approfondie sera réalisée tous les trois ans ».
- Seront associés : le Comité national du développement durable et du Grenelle Environnement (CNDDGE) et le Conseil économique, social et environnemental (CESE)[1].

Des dommages graves sont encore indirectement causés à la biodiversité par le manque d'écoéligibilité dans les critères d'attribution des aides publiques (dont subventions). La Commission européenne a demandé aux États-membres de, avant 2020, supprimer « les subventions dommageables à l’environnement, en tenant dûment compte des incidences sur les personnes les plus démunies ». C'était aussi un engagement du Grenelle de l'environnement et de la Stratégie nationale pour la biodiversité. En octobre 2011, le Centre d'analyse stratégique a remis au premier ministre un rapport et cinq propositions
1. Réduire les dépenses fiscales qui contribuent à l'étalement urbain.
2. Mieux prendre en compte les effets défavorables des infrastructures de transport sur la biodiversité (dès avant leur construction et durant leur exploitation).
3. Appliquer aux rejets industriels dans l’eau une redevance pour pollution non-domestique réellement incitative, tenant compte de leurs effets sur la biodiversité.
4. Réduire les émissions atmosphériques de métaux lourds en étendant la taxe générale sur les activités polluantes à l’arsenic et au sélénium.
5. Faciliter la mise en œuvre de taxes et de redevances plus incitatives.

### Gouvernance simplifiée de la biodiversité
Un rapport, du préfet Dominique Schmitt propose de mieux associer toutes les parties, et mieux ancrer les stratégies dans les territoires en s'appuyant ent principalement sur 2 instances :  
1. un Comité national de la biodiversité (lieu de concertation et consultation grenellienne (5 collèges de 12 membres, 2 scientifiques du Conseil scientifique et technique de la biodiversité et 12 établissements publics avec voix consultative) ;
2. un  Conseil scientifique et technique de la biodiversité (scientifiques et experts naturalistes fournissant des avis éclairant les travaux du comité.

Ces deux structures seraient déclinées au niveau régional avec 
1. un comité régional de la biodiversité (ex- comité régional Trame verte et bleue / CRTBV)
2. un  conseil scientifique et technique de la biodiversité (ex-conseil scientifique régional du patrimoine naturel /CSRPN)

### Moyens humains et financiers pour la mise en œuvre
Le journal Les échos remarque le caractère non contraignant de la stratégie, et l'absence de budget spécifique important (50 millions d'euros, qui ne pourront financer le contenu de cette stratégie, dont les observatoires locaux de la biodiversité, l'instauration des trames vertes, la lutte contre l'artificialisation des sols et l'envahissement des espèces exotiques) commente le journal. 
Une mission destinée à la réflexion sur la fiscalité du patrimoine environnemental est annoncée, et l’Association des régions de France réclame « une taxe additionnelle de 0,5 % à la taxe sur le foncier bâti et son affectation pour une gestion écologiquement rationnelle du foncier non bâti à valeur écologique ». Des ONG suggèrent d’augmenter de 15 % en 3 ans la fiscalité que peuvent mettre en place les collectivités sur les friches commerciales.
Un rapport du Centre d'Analyse Stratégique (CAS) sur les aides publiques dommageables à la biodiversité (octobre 2011) puis un rapport sur la fiscalité et la biodiversité (9 février 2012) de l'Inspection générale des finances (IGF) et du Conseil général de l'environnement et du développement durable (CGEDD) ; Ils proposent de :
1. "concentrer les ressources fiscales locales sur l'échelon territorial le plus pertinent, la région apparaissant […] comme la collectivité la plus à même de mener une politique cohérente avec le développement de la TVB ainsi qu'avec l'action des services déconcentrés de l'État et des acteurs locaux". Cela suppose, selon le rapport, "un transfert progressif de la TDENS des départements vers les régions" ;
2. traiter les grands aménagements via d'autres leviers que la fiscalité qui n’apparait pas être le levier le plus pertinent pour traiter la problématique des grands aménagements. Le rapport suggère une définition plus large des grands aménagements et de privilégier le renforcement des normes et le principe de juste compensation ;
3. une fiscalité dissuasive, pour prévenir les comportements les plus dommageables à la biodiversité : avec deux priorités : supprimer les avantages fiscaux ayant des effets induits néfastes sur la biodiversité (Cf. rapport du CAS), et produire des taxes ciblées sur certaines activités ayant des effets dommageables sur la biodiversité (excepté dans le domaine des grands aménagements qui doivent faire l’objet d’un traitement spécifique).

Le 7 février 2012, la ministre de l'écologie annonce 62 projets concrets dans le cadre de la Stratégie Nationale Biodiversité (SNB), et la création d'un fonds dit Fonds d'investissement pour la biodiversité et la restauration écologique (FIBRE). Ce fonds de 25 millions d'euros pour 2012 sera piloté par le futur Comité national de la biodiversité (voir ci-dessus), devant notamment financer la cartographie nationale des habitats naturels et semi-naturels. 6 de ces millions seront consacrés à des appels à projets (AAP) de la stratégie nationale pour la biodiversité. Deux appels à projets nouveaux sont prévus sur les écoducs ou la défragmentation des coupures faites par les infrastructures de transport, et l'autre sur la restauration de milieux dégradés pour permettre un meilleur fonctionnement de réservoirs de biodiversité et de corridors associés). La ministre a aussi annoncé une rénovation de la « Gouvernance Biodiversité ». Cette annonce fait suite au questionnaire, visant à connaître la place qu'ils accordaient à la biodiversité dans leur projet pour la France, envoyé en novembre dernier par la Ligue ROC, aux candidats à la Présidentielle.

## SNB 2021-2030
Le 20 juillet 2023, le ministre de la Transition écologique Christophe Béchu présente devant le Comité national pour la biodiversité une troisième mouture de la « stratégie nationale biodiversité » à horizon 2030. Elle doit mettre en œuvre l'accord passé entre près de 200 pays en décembre 2022 à Montréal, lors de la conférence de l'ONU sur la nature, pour stopper et inverser la destruction des écosystèmes. 264 millions d'euros additionnels sont annoncés pour 2024, dont pour renforcer l'effectivité des aires protégées et d'écosystèmes. Le fonds friche doit être pérennisé (300 millions d'euros par an) et  100 millions/an  du fonds vert iront à la renaturation L'État promet aussi un « plan de sortie progressive des subventions néfastes à la biodiversité » et plus de 400 nouvelles aires protégées avant 2027 ; 100 % des herbiers de posidonie en « protection forte », et plus de 500 opérations coup de poing contre les espèces envahissantes d'ici 2025, en outre-mer notamment.
En novembre 2023, la version finale de cette stratégie est présentée, avec un seul changement (une 40e mesure, visant à maintenir et restaurer les prairies permanentes).
Élisabeth Borne insiste sur la nécessité de « s'appuyer sur les territoires » et de mobiliser tous les concitoyens pour stopper le déclin, puis restaurer la biodiversité. Elle annonce près d'un milliard d'euros pour la stratégie en 2024. Le ministre annonce, lui, « 141 emplois supplémentaires » en 2024, tout en admettant qu'« on part de loin » et qu'« il va falloir qu'on continue à le faire » car « sur les 20 dernières années, on a réduit les effectifs pendant 18 ans. On les a stabilisés pendant une année. Pour la première fois, on les augmente ». Parmi les 40 mesures de la stratégie, le ministre Béchu a présenté l'atlas de la biodiversité communale qu'il souhaite voir se généraliser partout d'ici 2030 (sans que la démarche soit obligatoire, précise le document). Allain Bougrain-Dubourg déplore l'absence de mesures concrètes de réduction des budgets néfastes à la biodiversité et un manque de « sanctuarisation des zones de protection forte ».

## Les parties prenantes
Tous et chacun sont invités à mettre la stratégie en œuvre, avec les cinq partenaires du Grenelle de l'environnement et les collectivités (pour la trame verte et bleue), et avec certains acteurs déterminants ;
En France, en 2010, l'UINC a compté plus de 45 organismes sous tutelle ou agréés ou contractuellement liés à l'État sont financés ou cofinancés par l'État pour la connaissance, restauration ou protection ou valorisation de la biodiversité. parmi eux 
- 21 établissements publics administratifs (9 parcs nationaux, 6 agences de l'eau, un conservatoire de l'espace littoral et des rivages lacustres (CELRL), l'Office national de la chasse et de la faune sauvage (ONCFS), l'Inventaire forestier national, les Parcs nationaux de France (PNF), l'Agence des aires marines protégées (AAMP), l'Office national de l'eau et des milieux aquatiques (ONEMA), Gestion de l'eau et de la biodiversité dans le marais Poitevin[54]) ;
- 45 parcs naturels régionaux ;
- 164 réserves naturelles nationales ;
- 160 réserves naturelles régionales ;
- 21 conservatoires régionaux des espaces naturels ;
- 8 conservatoires départementaux ;
- les espaces naturels sensibles des départements[55].
- 9 Conservatoires botaniques nationaux (personnes morales à statuts divers) ;
- 3 établissements publics industriels et commerciaux (Domaine national de Chambord, Institut français de recherche pour l'exploitation de la mer (IFREMER) et Office national des forêts (ONF) ;
- Des réseaux d’experts (sans personnalité juridique) (Comité national de l'initiative française pour les récifs coralliens, Observatoire national de la faune sauvage et de ses habitats) ;
- Des établissements publics à vocation scientifiques, culturels et professionnels (MNHN, INRA, CEMAGREF) ;
- Des GIP (groupements d'intérêt public (ex : Atelier technique des espaces naturels (Aten), GIP ECOFOR) ;
- Des ONGE spécialisées (Réserves Naturelles de France ou RNF), Fédération des conservatoires d’espaces naturels) ;
- Une fondation (Fondation pour la recherche sur la biodiversité ou FRB) ;
- un service de formation à compétence nationale (Institut de formation de l’environnement, dit IFORE) ;

Ces diverses organisations et d'autres sont chargées de gérer ou cogérer (en 2010) 9 parcs nationaux, 2 parcs naturels marins, 575 sites du Conservatoire du Littoral, les espaces naturels sensibles) acquis par les Conseils généraux via la TDENS, environ 670 sites ayant fait l'objet d'un Arrêté préfectoral de protection de biotope, 2600 sites inscrits et 4800 sites classés et 1700 sites classés en zones Natura 2000, des réserves biologiques intégrales, les réserves de chasse, réserves de biosphère et de nombreuses zones naturelles d’intérêt écologique, faunistique et floristique (ZNIEFF), un même site relevant en outre souvent de plusieurs des statuts ci-dessus listés.
Ces acteurs se connaissent et mutualisent déjà une partie de leurs moyens, savoir et savoir-faire, mais ils ne sont pas coordonnés comme c'est le cas dans la plupart des autres pays industrialisés et dits « développés » par un seul ministère, une seule agence nationale (ex : Parcs Canada au Canada, Natural England en Angleterre), fédérale ou régionale (ex : Scottish Natural Heritage en Écosse), ou par des agences plus spécialisées dans la gestion restauratoire (ex : Department of Conservation de Nouvelle-Zélande ou Staatsbosbeheer aux Pays-Bas)  . Un projet d'Agence nationale de la Nature figurait dans le Grenelle de l'environnement, approché dans un « Rapport d'information par la mission d'information relative aux enjeux et aux outils d'une politique intégrée de conservation et de reconquête de la biodiversité »  (6 avril 2011)

## Évolutions réglementaires et de la gouvernance
En 2014-2015, dans le cadre de la simplification administrative et de la mise en œuvre de la stratégie nationale, les parlementaires vont débattre du projet de loi sur la biodiversité  et de la création de l'Agence française de la biodiversité.

### Projet de loi Biodiversité
Ce projet de loi est présenté en conseil des ministres le 26 mars 2014, débattu durant 4 jours en première lecture à l'Assemblée nationale (du 16 au 19 mars 2015), puis examiné au Sénat en juillet 2015 (commission) et janvier 2016 (séance).
Le Conseil des ministres du 20 mai 2015 a examiné plusieurs propositions de mesures d’accompagnement du projet de loi, dont :
- un plan national d’actions intitulé « France, Terre de Pollinisateurs ». La ministre de l'environnement a annoncé que la France engageait « la démarche de l’extension du moratoire européen sur l’ensemble des néonicotinoïdes » et que l’Anses sera saisie « pour définir les nouvelles interdictions d’usages dans le cadre des réévaluations européennes » avec « demande d’accélération de la réévaluation scientifique auprès de la Commission européenne »[58] ; le plan prévoit d'encourager la démarche « Terre Saine, commune sans pesticide », que toutes les dépendances vertes du réseau routier national non concédé (12 000 km) bénéficient d'un fauchage tardif et de jachères fleuries (soit une surface comparable à celle des parcs nationaux)[58] ;
- la relance de la Stratégie nationale biodiversité et de son dispositif d’engagement ;
- la protection de 20 % des aires marines française, des mangroves et des coraux, via un plan qui devrait être finalisé en novembre 2015 (intégrant les 3 projets de nouveaux parcs naturels marins (Martinique, Golfe normand-breton, Cap Corse) ;
- « le retour de la nature en ville » avec notamment l'« obligation pour toute nouvelle zone commerciale d’intégrer des toitures végétalisées ou des panneaux photovoltaïques »[58] ;
- le lancement (1er conseil d’administration) de l’Agence française pour la biodiversité en janvier 2016[58] (sans l'ONCFS, et avec 2 missions supplémentaires sur le génie écologique et le biomimétisme).
- un volet croissance verte et bleue, qui sera traduit par des appels à projet (programmes d’investissement d’avenir) dont sur la biodiversité et le biomimétisme[58].
- le renforcement des contrôles et multiplication par dix des sanctions contre le braconnage, avec suspension du droit d'exporter de l'ivoire brut et restriction de commercialisation sur le sol français. Un moratoire sur les delphinariums est décidé[58] ;

### Plan Biodiversité 2018

Logo du Plan Biodiversité.

Le Premier ministre Édouard Philippe a présenté le 4 juillet 2018, lors d'un comité interministériel réunissant douze ministres, le plan biodiversité préparé sous l'impulsion de Nicolas Hulot : l'objectif annoncé de parvenir à une « zéro artificialisation nette » des sols implique que chaque nouveau mètre carré bâti devra être compensé par un nouveau mètre carré de végétal. La date butoir pour atteindre cet objectif n'est pas fixée, ce pourrait être 2025 ou 2030 ; un état des lieux précis sera établi en un an avec les collectivités et les communes, puis des objectifs chiffrés seront assignés aux communes. La loi ELAN de novembre 2018 donnera aux préfets la possibilité de stopper des projets de construction de centres commerciaux dans les 222 villes concernées par le plan de revitalisation des territoires. La loi climat et résilience introduit en 2021 le principe de zéro artificialisation nette dans le droit et fixe l'année 2050 fixée comme date d'objectif.